# Tamaryn Hendler
| jaar | rang enkelspel | rang dubbelspel |
| ---- | -------------- | --------------- |
| 2007 | 616            | –               |
| 2008 | 350            | 391             |
| 2009 | 365            | 358             |
| 2010 | 367            | –               |
| 2011 | 208            | 261             |
| 2012 | 326            | 314             |
| 2017 | 562            | –               |
| 2018 | 476            | 387             |

Tamaryn Hendler (Kaapstad, 12 augustus 1992) is een voormalig tennisspeelster uit België.
Zij werd geboren in Zuid-Afrika, maar trok door de onzekere situatie van het land naar Brussel. Zij bleef niet lang in België want zij trok al snel naar de Verenigde Staten om in de tennisschool van Nick Bollettieri haar tennis te verbeteren.
Op haar zevende begon zij met tennis. Haar favoriete ondergrond is hardcourt. Zij speelde rechtshandig en heeft een tweehandige backhand. Zij was actief in het internationale tennis van 2007 tot medio 2018.
The Belgian Babe werkte onder leiding van Leriche en werd succesvol bij de junioren (haar beste ranking bij de junioren is 5e). Zij werd ook actief in het WTA-circuit (Women's Tennis Association) waar zij in juli 2012 de 178e positie bereikte.
Ze heeft in de Fed Cup gespeeld voor België, maar kon nog geen partij winnen. Zij is wel twee keer dichtbij gekomen tegen Kateryna Bondarenko (6-4, 4-6 en 1-6) en tegen Yan Zi (6-7, 6-2 en 6-8).

## Loopbaan

### 2006
Hendler zette haar eerste stappen in het internationaal juniorencircuit op dertienjarige leeftijd. Al snel volgde het succes. In juni won zij het Grade 3-toernooi in de Marokkaanse stad Rabat. De week erna schreef zij het het Grade 2-toernooi van Casablanca op haar naam. In november liet zij pas echt van zich spreken op het prestigieuze Eddie Herr toernooi in de Verenigde Staten door pas in de halve finale te verliezen van de Roemeense Sorana Cîrstea.
Begin november maakte Hendler haar debuut op het WTA-circuit. Zij kreeg een wildcard voor het kwalificatietoernooi voor het Tier III-toernooi van Hasselt. Hierin moest zij in de eerste ronde haar meerdere erkennen in de Zwitserse Emmanuelle Gagliardi (WTA-114).

### 2007
Hendler begon het jaar met wisselend succes. Zij verloor meteen op de Australian Open voor junioren van de Oostenrijkse Tamira Paszek.
Begin maart kreeg Hendler een wildcard voor het kwalificatietoernooi voor het met 50.000 dollar gedoteerde ITF-toernooi van Charlottesville. Zij worstelde zich door de kwalificaties en stootte op het hoofdtoernooi door tot de tweede ronde.
Een week later schreef zij opnieuw een juniorentoernooi op haar naam.
In april werd de veertienjarige Hendler voor het eerst geselecteerd voor het Belgische Fed Cup-team. België nam het in de eerste ronde van wereldgroep I op tegen de Verenigde Staten. Hendler maakte haar debuut in het dubbelspel waarin zij aan de zijde van Caroline Maes verloor van Vania King en Lisa Raymond.
In juli speelde Hendler het juniorentoernooi van Wimbledon. Net zoals op de Australian Open was de loting haar niet gunstig gezind en zij verloor kansloos in de eerste ronde van de Poolse Urszula Radwańska.
Na Wimbledon werd Hendler opnieuw geselecteerd voor het Belgische Fed Cup-team dat het in de Play-Offs opnam tegen China. Zij kwam dicht bij een stunt tegen Yan Zi (WTA-171), maar moest toch met 6-7, 6-2, en 6-8 de duimen leggen voor de acht jaar oudere Chinese.
Hendler speelde tijdens de zomer enkele ITF-toernooien. Zij kreeg onder meer een wildcard voor het ITF-toernooi van Zwevegem ($25.000) en stootte door tot de tweede ronde.
Het wilde voorlopig niet lukken op de grandslamtoernooien bij de junioren. Op de US Open verloor zij opnieuw kansloos in de eerste ronde. Deze keer bleek de Wit-Russin Ksenia Milevskaya te sterk.
Na de US Open waagde Hendler opnieuw haar kans op enkele ITF-toernooien. Op het $25.000-toernooi van Glasgow viel het doek in de tweede kwalificatieronde. Een week later was het wel raak. Zij kwalificeerde zich voor het $25.000-toernooi van Istanbul en schopte het tot in de kwartfinale met onder meer winst op de Nederlandse Elise Tamaëla (WTA-192). In de kwartfinale was de Israëlische veterane Tzipora Obziler (WTA-89) te sterk.
Eind november keerde Hendler terug naar het juniorencircuit waarin zij opnieuw de halve finale haalde op het Eddie Herr toernooi.
In december speelde zij twee juniorentoernooien in Mexico. Het eerste won ze, in het tweede verloor zij in de finale.

### 2008
Hendler begon het seizoen in de Fed Cup met België dat het in de eerste ronde van wereldgroep II opnam in en tegen Oekraïne. Opnieuw kwam zij dicht bij een stunt op Kateryna Bondarenko (WTA-43). De 15-jarige Belgische kwam 6-4 en 4-0 voor te staan, maar de ervaring van de Oekraïense gaf de doorslag en Hendler ging met 6-4, 4-6 en 1-6 de boot in.
Half februari kreeg Hendler een uitnodiging voor het kwalificatietoernooi van de Proximus Diamond Games in Antwerpen. Zij verloor echter in de eerste kwalificatieronde in drie sets van de Russin Anna Lapoesjtsjenkova (WTA-139).
Begin april kreeg Hendler een wildcard voor het WTA-toernooi van Miami. Zij versloeg in de eerste kwalificatieronde de Japanse Ayumi Morita (WTA-114) in drie sets. Dit was de eerste keer dat Hendler een wedstrijd won in een WTA-toernooi. In de tweede kwalificatieronde verloor zij van de Tsjechische Petra Kvitová (WTA-132). Twee weken later kreeg zij een wildcard voor het $75.000-toernooi in Torhout. Hier viel het doek in de tweede ronde.
In juli speelde zij opnieuw een juniorentoernooi. Dit keer was het wel raak op Wimbledon. Zij bereikte de halve finale door onder meer in de kwartfinale te winnen van de toenmalige nummer één Arantxa Rus. In de halve finale verloor zij in twee sets van de Thaise Noppawan Lertcheewakarn.
Is augustus stootte zij op de US Open bij de junioren door tot de kwartfinale waarin zij de duimen moest leggen voor de latere winnares Coco Vandeweghe.
In oktober won Hendler voor het eerst een ITF-toernooi bij de volwassenen. In de Nigeriaanse stad Lagos ($25.000) versloeg zij in de finale de Indiase Ankita Bhambri (WTA-507). Hendler kon het toernooi niet voor een tweede keer op rij winnen en verloor een week later in de kwartfinale.
In november zocht Hendler, intussen opgerukt naar de 348e plaats, zonniger oorden op. Zij speelde een $25.000-toernooi op Mauritius waar zij de kwartfinale haalde. Een week later speelde zij een $25.000-toernooi in La Réunion. Hier bereikte zij de halve finale. In beide gevallen verloor zij in drie sets van de Oostenrijkse Patricia Mayr (WTA-121).

### 2009
Hendler startte het seizoen opnieuw in de Fed Cup. België nam het in de eerste ronde van wereldgroep II op tegen en in Slowakije. Zij trad aan in het dubbelspel aan de zijde van Sofie Oyen. Het Belgische duo verloor met twee keer 6-4 van Magdaléna Rybáriková en Lenka Wienerová. België was toen al op een onoverbrugbare 1–3-achterstand gekomen.
Na een trainingperiode van enkele weken kreeg zij voor het WTA-toernooi van Bogota (220.000 dollar, categorie "International") een wildcard voor de kwalificaties. Hierin won zij haar drie wedstrijden maar de loting voor de hoofdtabel kwam niet zo goed uit: zij moest spelen tegen de Argentijnse Gisela Dulko (WTA-36). Hendler verloor met 4-6 en 2-6, maar kreeg toch voor het tweede jaar op rij een wildcard voor het WTA-toernooi van Miami (4.500.000 dollar, categorie "Premier Mandatory") maar dit keer voor de hoofdtabel. Zij verloor echter al meteen in de eerste ronde van de Israëlische Shahar Peer (WTA-46) met 1-6 en 6-7.
In de rest van dit jaar waren haar beste resultaten een tweede ronde op de ITF-toernooien van Johannesburg (april) en Saguenay (september). In oktober bereikte zij op het ITF-toernooi in Mexico in het dubbelspel de halve finale, samen met Maria Fernanda Alves.

### 2010
In het enkelspel bereikte Hendler in april op het ITF-toernooi van Osprey de halve finale, die zij verloor van de Amerikaanse Jamie Hampton. Diezelfde maand terug in Charlottesville moest zij in de tweede ronde haar meerdere erkennen in de Nederlandse Michaëlla Krajicek. In de rest van het jaar sneuvelde zij op ieder toernooi in de kwalificatiewedstrijden dan wel in de eerste of tweede ronde, met uitzondering van Bayamón (oktober) waar zij de kwartfinale bereikte en werd uitgeschakeld door de Argentijnse María Irigoyen.
Hendler deed dit jaar slechts op drie toernooien aan het dubbelspel mee, maar op twee ervan bereikte zij de kwartfinale: het ITF-toernooi van Midland met Nicole Vaidišová, en dat van Bangalore met Anastasija Vasyljeva.

### 2011
In 2011 vond Tamaryn Hendler de weg omhoog. In het enkelspel bereikte zij begin juni op het ITF-toernooi van Bangkok de halve finale, evenals begin september in Tsukuba. De week daarna, nog steeds in Japan, won zij haar tweede enkelspeltitel op het ITF-toernooi van Noto. Kort daarop volgde haar derde titel in Jakarta. Hiermee kwam zij de top driehonderd binnen.
In het dubbelspel bereikte zij in juni op het ITF-toernooi van Boston de halve finale, samen met Ahsha Rolle. De maand erop won zij haar eerste dubbelspeltitel op het ITF-toernooi van Lexington – samen met Chichi Scholl versloeg zij in de finale het koppel Lindsay Lee-Waters en Megan Moulton-Levy in drie sets. Na een halvefinaleplaats in Noto (september) volgde in oktober meteen de tweede dubbelspeltitel in Palembang, samen met Chanel Simmonds. Op de WTA-ranglijst eindigde zij het seizoen op plek 208.

### 2012
Hendlers beste enkelspelresultaat van dit jaar was het bereiken van de finale op het ITF-toernooi van Raleigh ($ 25.000). In juli bereikte zij haar hoogste WTA-ranking: 178. In het dubbelspel won ze het ITF-toernooi van Bangalore ($ 25.000), samen met Oostenrijkse Melanie Klaffner. Ook in het dubbelspel kwam zij in juli op haar hoogtepunt: de 182e plaats op de internationale ranglijst.

### 2013
Hendler speelde dit jaar maar één wedstrijd, in de eerste kwalificatieronde voor het US Open.

### 2014 – 2018
Zij was niet actief tot september 2017. Later dat jaar won zij nog twee ITF-titels in het dubbelspel. In juli 2018 speelde zij haar laatste professionele partijen in Nonthaburi (Thailand).

### Tennis in teamverband
In de periode 2007–2012 maakte Hendler deel uit van het Belgische Fed Cup-team – zij vergaarde daar een winst/verlies-balans van 0–8.

## Palmares

### Gewonnen ITF-toernooien enkelspel
| nr. | finale     | toernooi | dotatie  | ondergrond | tegenstandster in finale | score         |
| --- | ---------- | -------- | -------- | ---------- | ------------------------ | ------------- |
| 1.  | 2008-10-17 | Lagos    | $ 25.000 | hardcourt  | Ankita Bhambri           | 6-3, 2-6, 6-3 |
| 2.  | 2011-09-11 | Noto     | $ 25.000 | tapijt     | Misa Eguchi              | 7-6, 6-1      |
| 3.  | 2011-10-02 | Jakarta  | $ 25.000 | hardcourt  | Chanel Simmonds          | 5-7, 6-4, 6-3 |
| 4.  | 2011-10-29 | Lagos    | $ 25.000 | hardcourt  | Donna Vekić              | 6-4, 7-5      |

### Gewonnen ITF-toernooien dubbelspel
| nr. | finale     | toernooi  | dotatie  | ondergrond | partner              | tegenstandsters in finale                 | score            |
| --- | ---------- | --------- | -------- | ---------- | -------------------- | ----------------------------------------- | ---------------- |
| 1.  | 2011-07-23 | Lexington | $ 50.000 | hardcourt  | Chiara Scholl        | Lindsay Lee-Waters Megan Moulton-Levy     | 7-6, 3-6, [10-7] |
| 2.  | 2011-10-08 | Palembang | $ 25.000 | hardcourt  | Chanel Simmonds      | Ayu Fani Damayanti Jessy Rompies          | 6-4, 6-2         |
| 3.  | 2012-03-25 | Bangalore | $ 25.000 | hardcourt  | Melanie Klaffner     | Tadeja Majerič Anja Prislan               | 6-2, 4-6, [10-6] |
| 4.  | 2017-11-19 | Norman    | $ 25.000 | hardcourt  | Chiara Scholl        | Maria Sanchez Caitlin Whoriskey           | 3-6, 6-3, [10-6] |
| 5.  | 2017-12-10 | Santiago  | $ 25.000 | gravel     | Anastasia Pivovarova | Carolina Meligeni Alves Ana Sofía Sánchez | 7-5, 6-2         |

### Gewonnen juniorentoernooien enkelspel
| nr. | datum      | toernooi    | graad | tegenstandster in finale | score         |
| --- | ---------- | ----------- | ----- | ------------------------ | ------------- |
| 1.  | 2006-06-05 | Rabat       | 3     | Fatima El Allami         | 6-3, 6-3      |
| 2.  | 2006-06-19 | Casablanca  | 2     | Irina-Camelia Begu       | 6-3, 6-3, 6-3 |
| 3.  | 2007-03-12 | Banana Bowl | 1     | Roxane Vaisemberg        | 1-6, 6-4, 6-1 |
| 4.  | 2007-12-24 | Yucatan     | 1     | Mallory Burdette         | 6-0, 3-6, 6-0 |

### Gewonnen juniorentoernooien dubbelspel
| nr. | datum      | toernooi                 | graad | partner          | tegenstandsters in finale       | score    |
| --- | ---------- | ------------------------ | ----- | ---------------- | ------------------------------- | -------- |
| 1.  | 2006-07-22 | SATA ITF Junior Pretoria | 2     | Bianca Swanepoel | Nicole Bartnik Veronika Studena | 6-2, 6-4 |